# 2106 Hugo
2106 Hugo (1936 UF) là một tiểu hành tinh vành đai chính được phát hiện ngày 21 tháng 10 năm 1936 bởi Marguerite Laugier ở Nice.